# Sjarhej Macvejčyk
Sjarhej Sjarheevič Macvejčyk (in bielorusso Сяргей Сяргеевіч Мацвейчык?, in russo Сергей Сергеевич Матвейчик?, Sergej Sergeevič Matvejčik; Žlobin, 5 giugno 1988) è un calciatore bielorusso, difensore dell'Homel'.

## Carriera

### Club
Ha giocato nella prima divisione bielorussa.

### Nazionale
Ha partecipato agli Europei Under-21 del 2011. Nel 2014 ha esordito in nazionale maggiore.